# Fiat 6602
Le Fiat 6602 ACP 62/70 est un camion a usage spécifiquement militaire pour assurer des transports lourds de matériel. Conçu et produit par le constructeur italien Fiat V.I. à partir de 1962 pour satisfaire les besoins des armées italiennes du début des années 1960.
L'Armée de terre italienne baptisa le véhicule, selon sa tradition, CP 62 ou CP 70, en distinguant le type de transmission : en 4x4 il reç la dénomination Tipo 6602, en 6x6 Tipo 6607. 
Les principales caractéristiques demandées dans le cahier des charges de l'armée lors de l'appel d'offres étaient : la robustesse, la fiabilité, un caractère souple pour s'adapter à tous les terrains même les plus accidentés et la charge utile importante qui feront que ce camion sera mis en dotation auprès des 3 corps d'armée : terre, marine et aviation dans chaque unité logistique. Les derniers exemplaires ont été radiés durant la décennie 1990-2000.

## Caractéristiques du Fiat 6607 ACP 70 6x6
- Moteur - cylindrée : 7.298 cm3
- Nombre cylindres : 6 en ligne
- Charge utile sur porteur :  8.784 kg
- Puissance : 89 CV
- Vitesse maxi : 60 km/h
- Réducteur : 1
- Traction : intégrale 6x6[1]

Comme pour tout ce genre de véhicule, les versions dérivées pour des utilisations particulières ont été créées, notamment la version grue.

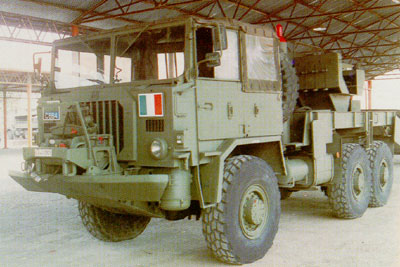
Un Fiat 6007 AG70 avec grue